# Ludwigshafen am Rhein
Ludwigshafen am Rhein (pronunciación en alemán: /ˈluːtvɪçsˌhaːfn̩ am ʁaɪ̯n/ⓘ) es una ciudad de Renania-Palatinado, Alemania, y un importante puerto del río Rin. Junto con Mannheim y Heidelberg, es una de las tres grandes ciudades de la región del Rin-Neckar. Tiene una población de 176 110 habitantes (2023).
Se le conoce como la "ciudad de la química" debido a que en ella se encuentra el recinto químico integrado más grande del mundo perteneciente a BASF.

## Historia

### Palatinado Renano
El Palatinado Renano (en alemán: Rheinpfalz, a veces llamado "Bajo Palatinado" o Niederpfalz, en contraposición con el "Alto Palatinado" o Oberpfalz) era un área geográfica que abarcaba históricamente todo el territorio al oeste del río Rin. En la actualidad forma parte, desde 1946, del land alemán de Renania-Palatinado y contiene las ciudades de Ludwigshafen, Kaiserslautern, Neustadt an der Weinstraße, Pirmasens, Rodalben, Zweibrücken, Landau in der Pfalz y Espira.
El Bajo Palatinado fue gobernado por los condes de la dinastía Wittelsbach desde 1214 hasta 1803, cuando fue repartido entre el Electorado de Baviera y el Electorado de Baden. Esta área fue devastada durante la guerra de los Treinta Años y por la invasión Francesa en 1689.
En 1815, en el Congreso de Viena, gran parte del Bajo Palatinado fue anexionado a Prusia, formando la provincia del Gran Ducado del Bajo Rin. Otra parte, que incluía las ciudades de Kaiserslautern, Landau in der Pfalz, Ludwigshafen am Rhein y Espira,  pasó a Baviera.
El Alto Palatinado, por el contrario, es de mayor tamaño y está situado en Baviera, a 300 kilómetros del anterior, al norte del río Danubio; es un distrito del estado federado de Baviera, sin tener contacto con el anterior. Contiene las ciudades de Ratisbona y Amberg.

## Distrito de Rin-Palatinado
El distrito de Rin-Palatinado (en alemán: Rhein-Pfalz-Kreis) es uno de los veinticuatro distritos del estado alemán de Renania-Palatinado. Está ubicado en la zona sureste del estado, a la orilla izquierda del río Rin, que lo separa de los estados de Hesse y Baden-Wurtemberg.

## Economía
La sede central de BASF se encuentra en Ludwigshafen. En los años 2010, la empresa contaba con alrededor de 39 000 colaboradores en Ludwigshafen. Allí, su centro de producción y de investigación ofrecía diferentes opciones para formar parte de él así como de desarrollar una carrera profesional.

## Deportes

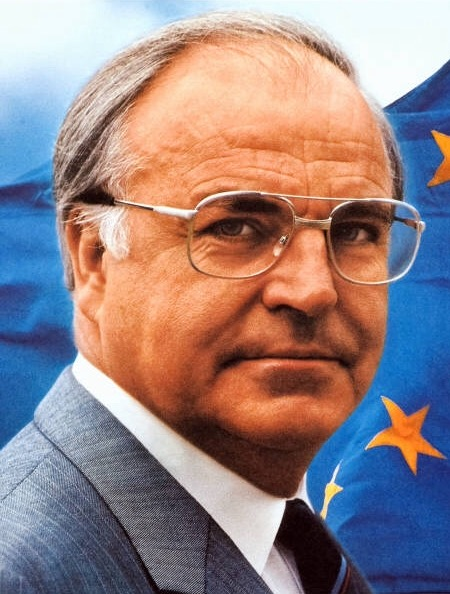
Helmut Kohl (1930-2017). Sus méritos en la reunificación alemana y el avance la integración europea son los aspectos más destacados en su vida polítical.

## Cultura
Filarmonía de Renania-Palatinado